# Коронація (роман)
«Коронація, або Останній з Романів» (рос. «Коронация, или Последний из Романов») — книга російського письменника Бориса Акуніна, сьома частина з серії «Пригоди Ераста Фандоріна». Автор за роман у 2000 році отримав премію «Антибукер».

## Сюжет
Події відбуваються у 1894 році, під час коронації Імператора Миколи II. Розповідь ведеться від імені Афанасія Зюкіна, дворецького великого князя Георгія Олександровича.

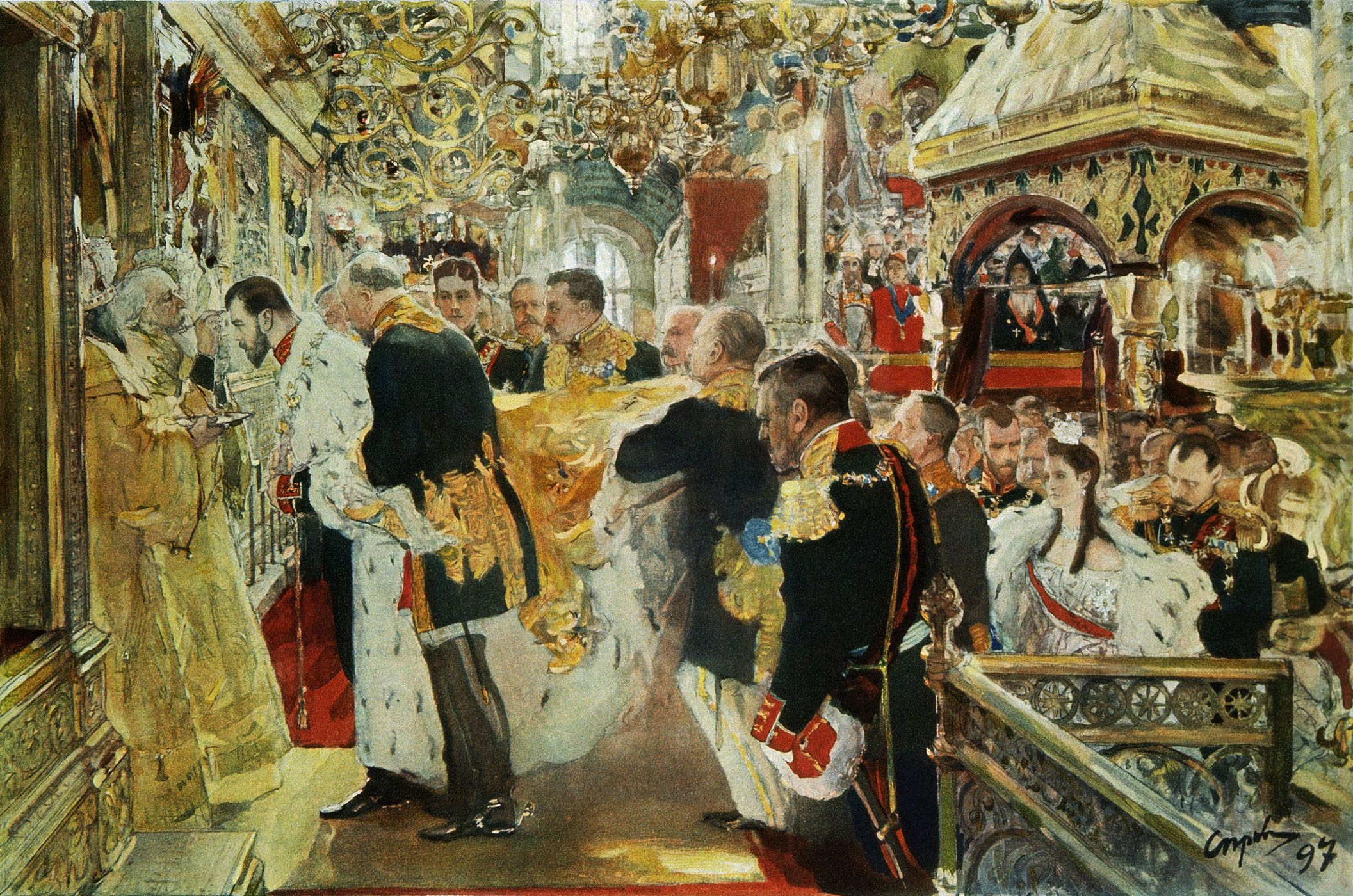
Сєров В. «Коронація. Миропомазання Миколи II в Успенському соборі»

Під час прогулянки невідомими особами було викрадено чотирирічного сина Георгія Олександровича. Намагаються викрасти і дочку великого князя, але її рятує Ераст Петрович Фандорін, який пізніше пояснює, що викрадення сплановані доктором Ліндом, могутнім грабіжником, вбивцею та «шефом» міжнародної банди.
Дуже скоро до князя приходить лист, у якому Лінд просить за повернення хлопчика гроші, а в наступних листах діамант «граф Орлов». Якщо ж вимоги Лінда не будуть виконані, дитину повернуть частинами.
Фандорін та Зюкін вступають у відчайдушний двобій із демоном у людській подобі, доктором Ліндом. Вони ще не знають, що найгірший злочин Лінда, Ходинська катастрофа, ще попереду.

## Історична основа
Роман «Коронація, або Останній з Романів» — наймасштабніший в усій творчості Бориса Акуніна після «Турецького гамбіта». У цьому романі фігурує дуже велика кількість історичних персонажів, наприклад імператор Микола II, полковник Ласовський, історичним прототипом якого був Власовський, та подія, яка увійшла в історію як Ходинська трагедія, під час якої загинуло більше тисячі чоловік.

## Назва
Назва роману «Коронація, або Останній з Романів» говорить не про те, що це останній роман про пригоди Ераста Петровича Фандоріна, а про те, що імператор Микола II став останнім правителем Російської імперії з династії Романових (в оригіналі рос. «Последний из Романов» — очевидна гра слів у ламаній російській англійського посланника).